# 하쿠난정
하쿠난정(伯南町)은 돗토리현 히노군에 있던 정이다. 현재의 니치난정의 일부에 해당한다.

## 지리
돗토리현 서부에 위치했다.

## 역사
- 1955년 5월 20일 - 히노군 히노카미촌이 합병해 하쿠난정이 성립하였다.
- 1959년 4월 1일 - 히노군 다카미야촌, 다리촌, 이와미촌, 후쿠사카에촌과 합병해 니치난정이 성립하여 폐지되었다.

## 교통

### 철도
- 일본국유철도
  - 하쿠비선